# Ionoscopus
Ionoscopus è un genere di pesci ossei estinto, appartenente agli ionoscopiformi. Visse tra il Giurassico superiore e il Cretaceo inferiore (circa 155 - 105 milioni di anni fa) e i suoi resti fossili sono stati ritrovati in Europa.

## Descrizione
Questo pesce era di medie dimensioni (la lunghezza era di circa 60 centimetri) e di corporatura robusta; il corpo era piuttosto compresso lateralmente. La testa era allungata, con un muso appuntito e una bocca profonda. I denti erano appuntiti. La pinna dorsale era alta e di forma triangolare, e posta appena dopo la metà del corpo. La pinna anale era un po' più arretrata rispetto alla dorsale. Le pinne pettorali erano allungate, mentre la pinna caudale era piuttosto biforcuta, con larghe scaglie alla base della pinna, che si sovrapponevano l'una all'altra.
Come tutti gli ionoscopiformi, Ionoscopus era dotato delle tipiche caratteristiche del gruppo, tra cui un canale mascellare sensorio, un osso dermosfenotico fuso alla volta cranica e dotato di una flangia all'interno delle orbite, vertebre monospondile e dotate di fosse sulle superfici laterali e scaglie simili a quelle dell'attuale Amia calva. Ionoscopus era dotato di alcune caratteristiche che lo distinguevano dagli altri ionoscopiformi, tra cui l'osso dermetmoide (rostrale) a forma di triangolo e incrociato dalla commessura sensoria rostrale.

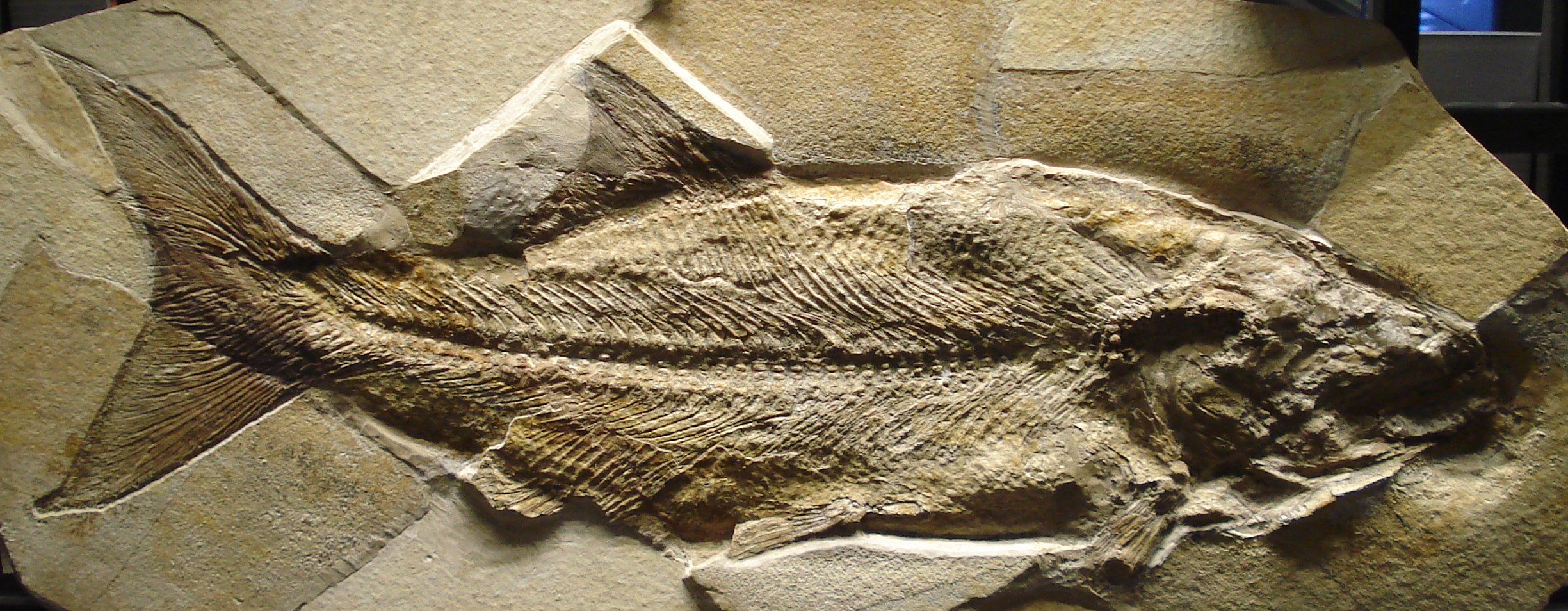
Fossile di Ionoscopus cyprinoides

## Classificazione
Ionoscopus venne descritto per la prima volta nel 1853, sulla base di un fossile ritrovato nel giacimento di Pietraroja, in provincia di Benevento. Il fossile, risalente all'Albiano (circa 105 milioni di anni fa), venne descritto come Ionoscopus pietraroiae. Altre specie attribuite a questo genere (I. cyprinoides, I. muensteri, I. analibrevis, I. striatissimus) vennero in seguito descritte a partire da fossili ritrovati nel famoso giacimento di Solnhofen (Germania) e risalenti al Titoniano (circa 150 milioni di anni fa); studi più recenti, tuttavia, indicano che almeno la specie più nota fra queste (I. cyprinoides) è dotata di sufficienti caratteristiche distintive da poter essere ascritta a un genere a sé stante (Taverne e Capasso, 2016). La specie Ionoscopus desori, descritta da Thiolliere nel 1858 e proveniente dal Kimmeridgiano di Cerin (Francia), potrebbe a tutti gli effetti appartenente al genere Ionoscopus.

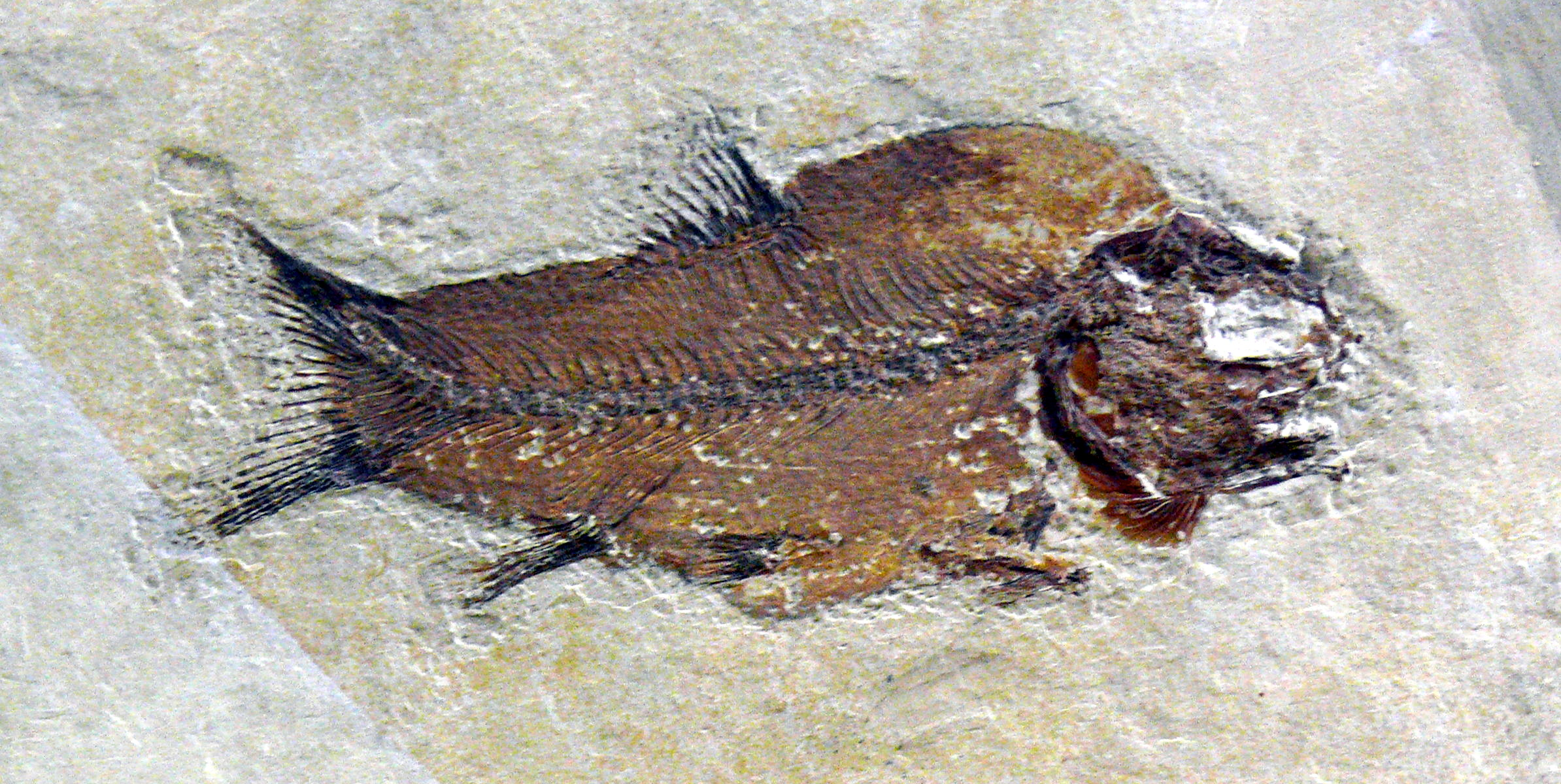
Fossile di Ionoscopus analibrevis

Ionoscopus è un tipico rappresentante degli ionoscopiformi, un gruppo di pesci ossei imparentati con gli amiiformi, tipici del Mesozoico. In particolare, Ionoscopus sembrerebbe essere il membro più basale degli Ionoscopidae, comprendenti anche Oshunia e Quetzalichthys.

## Paleobiologia
Ionoscopus era un pesce predatore che si muoveva in acque marine basse e tropicali.

## Galleria d'immagini

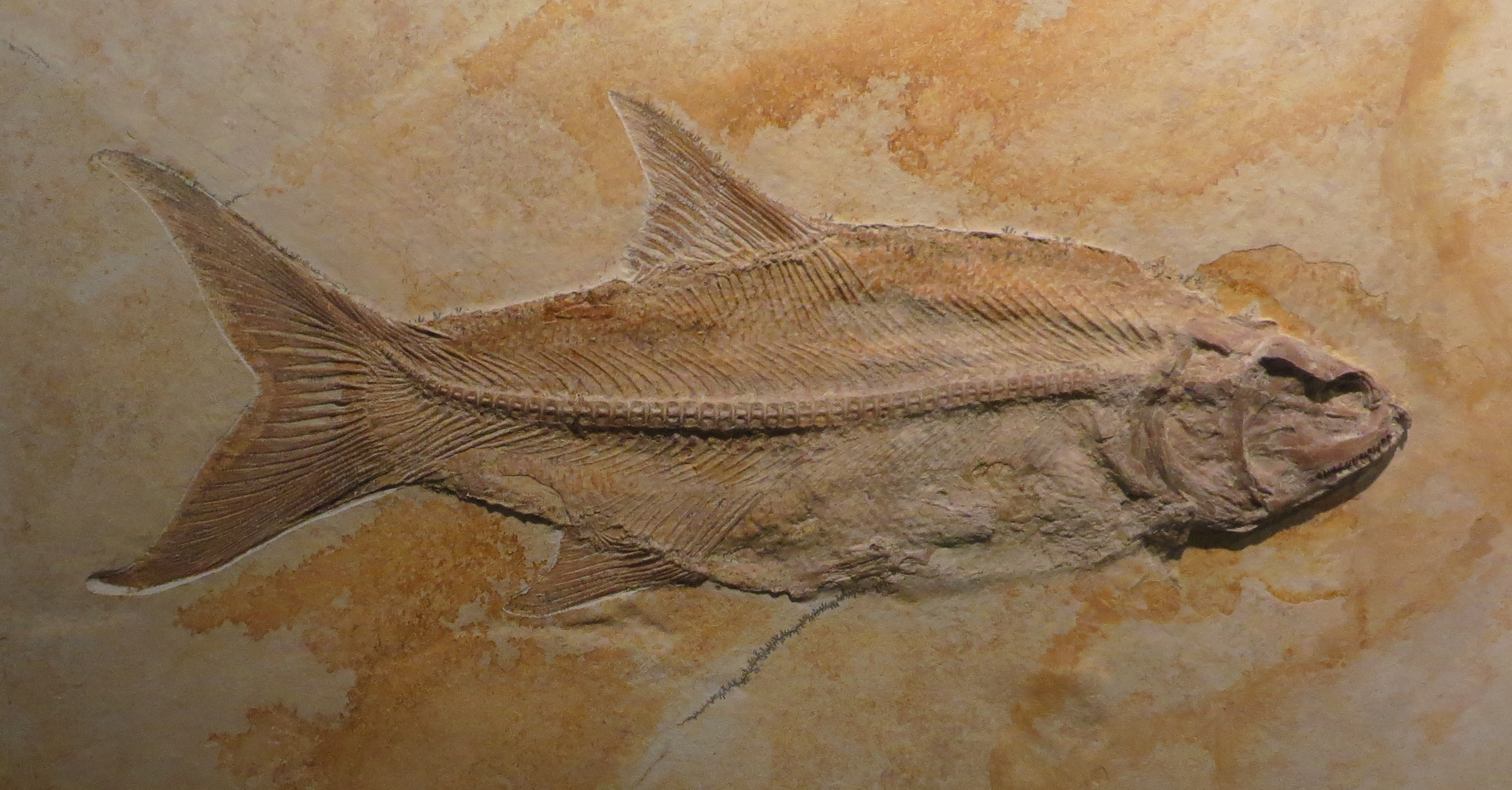
Fossile di Ionoscopus cyprinoides
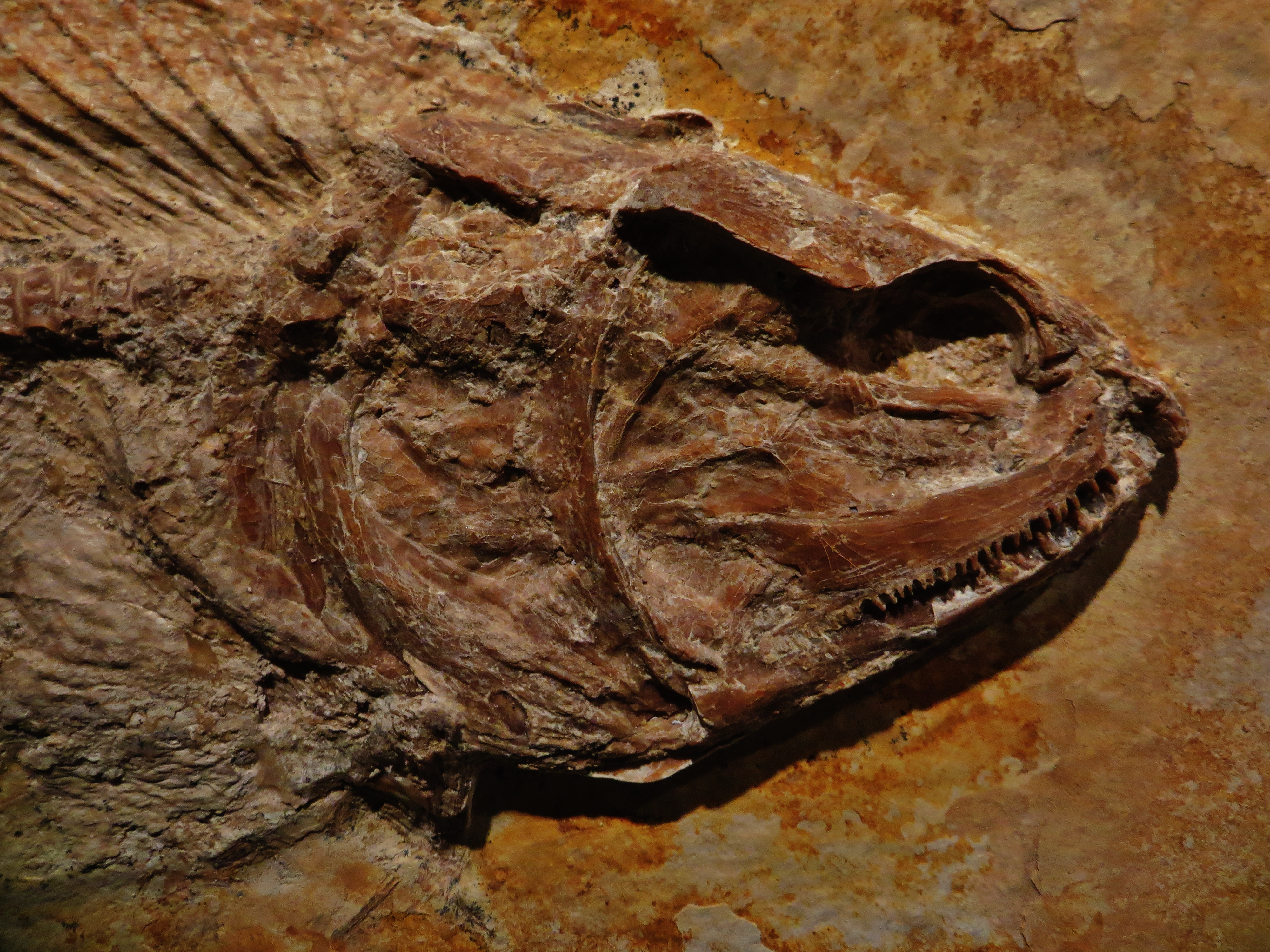
Particolare del cranio di Ionoscopus cyprinoides